# 施米茨豪森
施米茨豪森是德国莱茵兰-普法尔茨州的一个市镇。总面积4.49平方公里，总人口402人，其中男性200人，女性202人（2011年12月31日），人口密度90人/平方公里。

## 友好城市
- 法國 隆吉永